# Meyringer-Warte

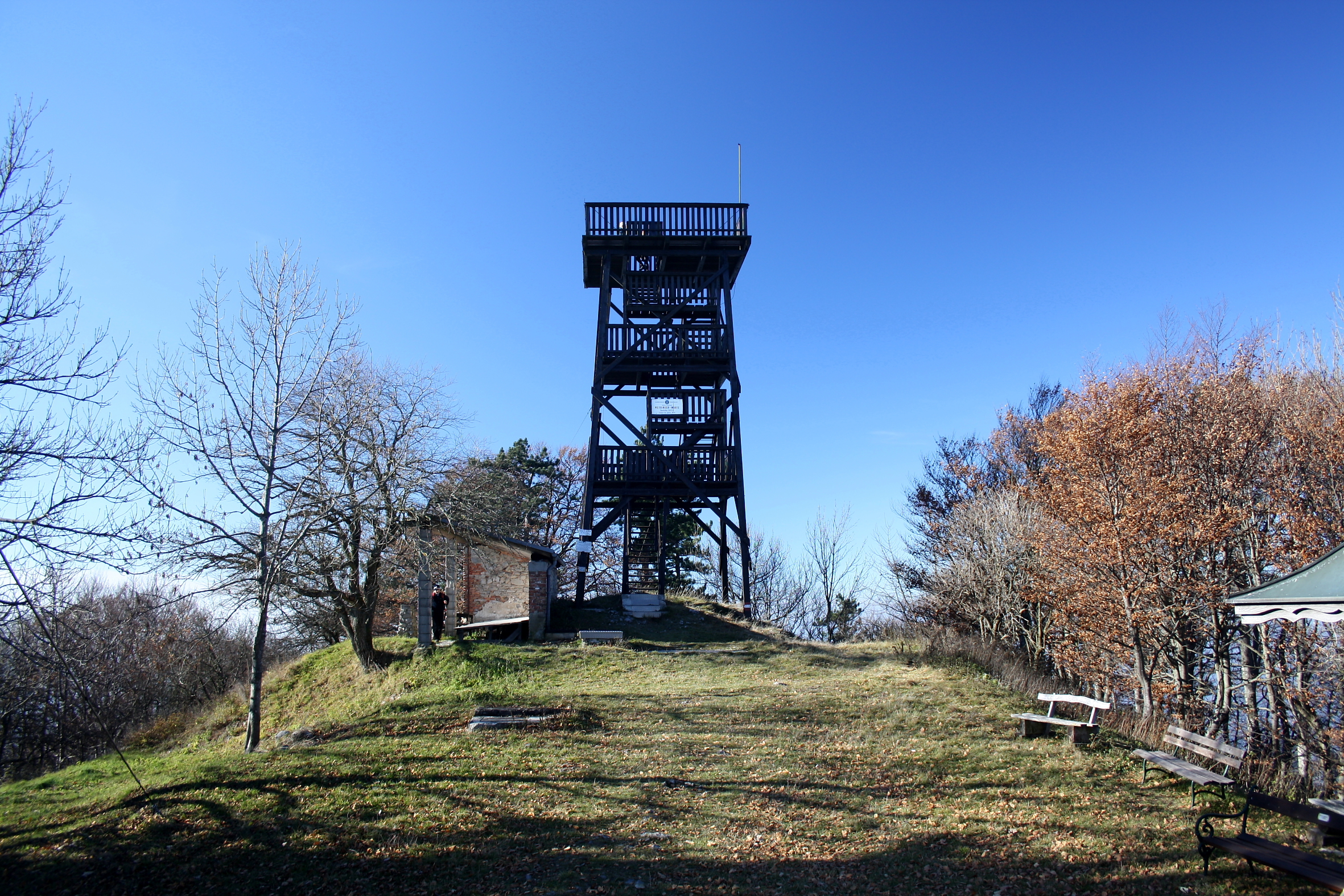
Die Meyringer-Warte

Die Meyringer-Warte ist ein 13 Meter hoher als Holzfachwerkkonstruktion ausgeführter Aussichtsturm auf dem 1037 Meter hohen Hocheck in den Gutensteiner Alpen an der Gemeindegrenze zwischen Furth an der Triesting und Altenmarkt an der Triesting in Niederösterreich.
Von der Aussichtsplattform erschließt sich ein Rundblick vom Schneeberg über Rax, Ostrong, Ötscher, Gemeindealpe, Dürrenstein bis zum Hochkar im westlichsten Niederösterreich. Bei guter Fernsicht blickt man bis zu den Kleinen Karpaten und in die ungarische Tiefebene.

## Geschichte
Die erste Aussichtswarte auf dem Hocheck wurde bereits 1881 durch den Herrschaftsbesitzer von Klein-Mariazell als Franciska-Warte (Eröffnung: 10. Juli 1881) errichtet und in den Jahren 1897 sowie 1923 erneuert. Ab 1927 diente die Aussichtswarte als Triangulierungspunkt. Anfang der 1960er Jahre wurde der Turm vom Vermessungsamt der ÖTK-Sektion Triestingtal übergeben, die den Turm abbauten. In den Jahren 1973/74 wurde die Warte neu errichtet und nach dem langjährigen Vorstand der ÖTK-Sektion Triestingtal sowie Ehrenmitglied Franz Meyringer (1901–1980) benannt.